# 翁建平
翁建平（1965年8月—），男，汉族，江苏常熟人，九三学社社员，中国医学科学院学部委员，著名内分泌专家。现任中国科学技术大学讲席教授，安徽医科大学校长，一级主任医师。第十四届全国政协委员。曾任中山大学附属第一医院内分泌科主任，国家重点学科首任带头人，中山大学附属第三医院副院长，蚌埠医科大学校长。主要从事糖尿病的诊断与研究。
2024年3月，经安徽省委决定，翁建平任安徽医科大学校长。